# Criniger
Criniger là một chi chim trong họ Pycnonotidae.

## Hình ảnh

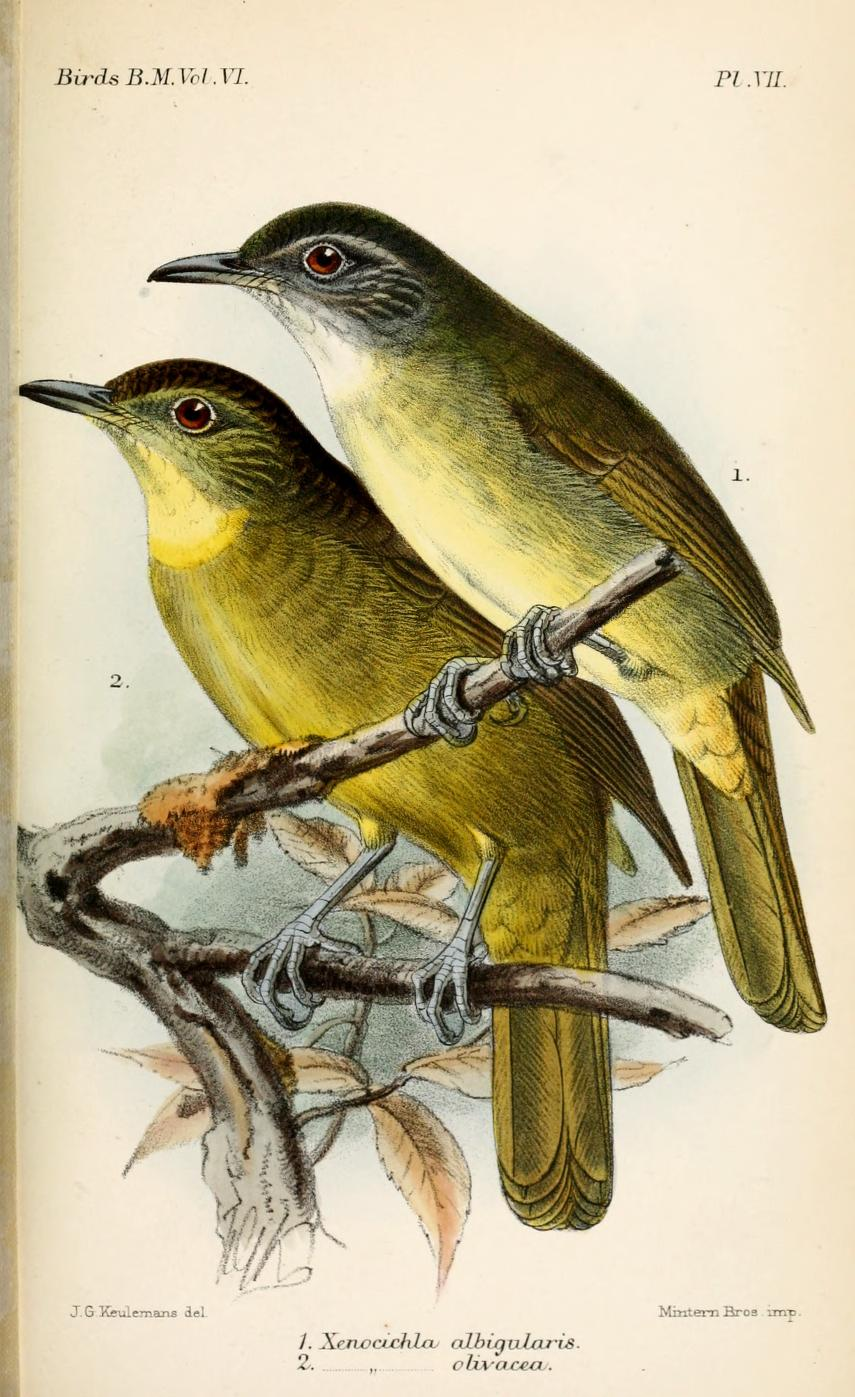
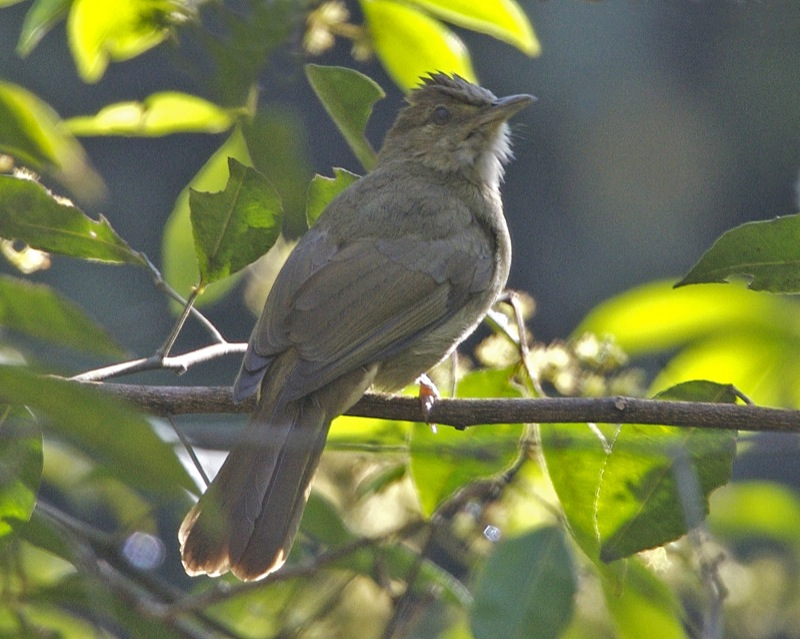